# Deux cavaliers de l'orage
Deux cavaliers de l'orage est un roman de Jean Giono publié en 1965 aux éditions Gallimard. Une première mouture en a été élaborée dans les années 1938-1942.
Ce roman plutôt méconnu montre dans un pays imaginé à partir de la Haute-Durance la proximité très forte de deux frères. Marceau, l'aîné à la carrure puissante dont le nom renvoie au dieu de la guerre Mars, et Ange, le beau cadet au corps délié, qui sont à la fois fusionnels et rivaux. Ils se sauvent réciproquement la vie mais fascinés par la violence et la domination, ils s'affrontent dans une lutte farouche qui sera fatale au cadet, éventré de coups de serpe par l'aîné qui ira mourir dans la montagne.

## Publication
Une première mouture du roman est écrite entre 1938 et 1942 et Giono la publie dans la revue pétainiste La Gerbe entre décembre 1942 et mars 1943, ce qui lui sera reproché à la Libération. Il reprend son texte plus tard, après la guerre mais ne l'achève qu'en 1964. Il le publie en novembre 1965 aux éditions Gallimard (c'est son avant-dernier roman).
Le titre Deux cavaliers de l'orage renvoie à une scène du roman où les deux protagonistes, les frères fusionnels Marceau et Ange, galopent dans la campagne sous l'orage qui foudroie un arbre qui écrase Marceau, le cadet le sauve comme l’aîné l'avait fait pour lui alors que le croup l'empêchait de respirer. Les cavaliers marqués par la domination et la puissance sont alors associés à la violence destructrice de l’orage, écho du thème central du roman, qui culmine dans la lutte fatale des deux frères.

## Histoire
Dans le haut-pays provençal, la famille Jason s'illustre par la force de ses hommes et leur passion pour le sang et la violence (un ancêtre était le guillotineur du département à la Révolution). Au début du XXe siècle naissent trois frères dont l'un meurt à la guerre en 1917 et le roman se centre sur la relation très forte qui unit l'aîné Marceau, puissant et fasciné par le sang, et Ange, le beau cadet, au corps délié, beaucoup plus jeune (ils ont dix-sept ans d'écart). Ils sont maquignons, s'occupant de ventes de mules et de chevaux dont ils sont d'intrépides cavaliers.
Marceau fait démonstration de sa force en tuant un cheval fou d'un coup de poing et en remportant les luttes à la foire de Lachau, la ville des batailles. Il sauve la vie de son cadet  en lui nettoyant la gorge encombrée par le croup dans une scène sanglante puis c'est au tour du cadet de délivrer son aîné emprisonné dans un arbre foudroyé lors d'une de leurs cavalcades sous l'orage. Ils en arrivent à une confrontation sans merci dans laquelle Marceau a le dessous : humilié, il tue son frère en l’éventrant de coups de serpe avant de se laisser mourir dans la montagne.

## Éléments d'analyse
Deux cavaliers de l'orage offre des aspects multiples qui en font un repère dans l’œuvre de Jean Giono et dans la perception de son art et de son imaginaire. 
- Un roman de transition : la première mouture du roman date du début des années 1940 et l'auteur y amorce une transition stylistique avec une recherche de la concision qui prépare les Chroniques et qui tranche avec le premier Giono et sa démesure, même si celle-ci ne disparaît pas totalement comme on le constate dans des scènes épiques (la lutte contre le croup du jeune frère, la cavalcade sous l'orage ou la lutte fratricide finale). S'y ajoute une transition thématique puisque le rapport homme-nature au cœur des œuvres antérieures y cède également partiellement la place au rapport entre les personnages à la psychologie plus affinée, dans une narration longue qui crée les tenants de l'histoire en remontant aux générations passées[2]
- Un roman rustique, situé comme les premières œuvres de Giono (Regain, Le chant du monde...) dans une communauté paysanne du début du XXe siècle dans les Alpes provençales. La vie quotidienne avec ses activités rurales (agriculteurs, cadreur, maquignons, foires) constitue un arrière-plan réaliste auquel s'ajoutent les vies familiales ordinaires, avec une présence forte des femmes qui restent des personnages de second plan.

- Un roman de la sensualité, des corps nus et du contact avec une connotation homosexuelle constante entre les deux frères[3]. L'importance de cette ligne de force dans l’œuvre a beaucoup intéressé la recherche universitaire[4] qui a noté aussi la sexualité récurrente dans le comportement de Violette la veuve (p. 145), les caresses entre Marceau qui porte le surnom évocateur de « l'Entier » et sa femme Valérie (« Celle-là, si tu lui parles de caresse, elle fait comme s'il pleuvait et se met tout de suite la jupe sur la tête » p. 145) ou les notations concernant les réactions animales comme celles du bouc « debout comme un homme » (p. 187). Ce thème de la paire masculine est souvent repérable dans l’œuvre de Giono, par exemple dans Solitude de la pitié, Un de Baumugnes, Le Chant du monde ou Les grands chemins, trouve dans Deux cavaliers de l'orage son climax[5]

- Un roman tragédie parcouru par la passion pour la violence démesurée et le sang qui conduit les protagonistes à leur perte dans un engrenage qui rejoint les tragiques grecs et renvoie à des personnages comme Ajax ou les Atrides[6]. La célèbre et longue tirade de Marceau sur la fascination du sang offre des formules claires : « Il faudrait voir un homme qui saigne et le montrer dans les foires. Le sang est le plus beau des théâtres. » (p. 141) et la présence constante du rouge et du sang colore tout le roman (scène fameuse du croup où Marceau arrache des lambeaux sanguinolents dans la gorge de son frère p. 202, lecture divinatrice du sang séché, tuerie du cochon ou l'évocation de Lachau, « la ville rouge, la ville des batailles »). Les scènes de lutte qui scandent le texte (lutte à la foire, combats des frères, scène violente où Marceau tue un cheval fou d'un coup de poing) orientent aussi la lecture dans le sens de la tragédie shakespearienne pleine de bruit et de fureur[7]. Une nouvelle conception philosophique  se fait jour ainsi chez Jean Giono avec la première rédaction du roman entre 1938 et 1942, au moment où la guerre réapparaît, celle de  la fascination du sang qui fait basculer les hommes comme le romancier l'a vécu dans sa propre expérience de la guerre en 1915-1918. C'est une vision pessimiste de la nature humaine qui admet « la séduction qu'exerce sur l'homme la violence, et plus spécifiquement de la violence comme divertissement, comme remède à l'ennui »[8] : cette vision du « second Giono » s'affirmera dans d'autres œuvres dont le meilleur exemple est Un roi sans divertissement.

## Éditions
- 1965 - Deux cavaliers de l'orage, Collection Blanche, Gallimard, à Paris.
- 1972 - Deux cavaliers de l'orage, Collection Folio n° 198, Gallimard, à Paris.
- 1983 - Deux cavaliers de l'orage, in "Jean Giono - Œuvres romanesques complètes", Tome VI (1227 pages), Gallimard , Bibliothèque de la Pléiade, Édition établie par Robert Ricatte avec la collaboration de Pierre Citron,Henri Godard, Janine et Lucien Miallet et Luce Ricatte,  (ISBN 978-2-07-011071-1)

## Adaptation cinématographique
Film Les Cavaliers de l'orage, réalisé par Gérard Vergez d'après Deux cavaliers de l'orage de Jean Giono, avec Marlene Jobert, Gérard Klein et Vittorio Mezzogiorno. 1983 (97 min). L'adaptation n'est pas fidèle au roman : l'histoire a été transposée aux Dardanelles pendant la guerre de 1914-1918.